# كارلتون سوندرز
كارلتون سوندرز (29 أكتوبر 1957 في المملكة المتحدة - ) (بالإنجليزية: Carlton Saunders)‏ هو لاعب كريكت بريطاني. شارك مع منتخب جزر توركس وكايكوس للكريكت.

## وصلات خارجية
- كارلتون سوندرز على موقع إي آس بي آن كريك إنفو (الإنجليزية)